# Guillaume d'Estouteville
Guillaume d'Estouteville, llamado en Italia Guglielmo Tuttavilla, (Normandía, c. 1412-Roma, 22 de enero de 1483) fue un eclesiástico francés. 

## Vida

### Familia
Nacido en el seno de una familia de la nobleza francesa emparentada con la casa real, era el tercer hijo de Jean d'Estouteville, señor de Estouteville y Valmont y grand bouteiller del reino, que durante la Guerra de los Cien Años fue hecho preso en la batalla de Harfleur de 1415 y murió en tal condición en Inglaterra veinte años después; su madre Margarite d'Harcourt era descendiente de los condes de Harcourt y de Aumale, hermana del arzobispo de Ruan Louis d'Harcourt; su hermano Louis, que sucedió a su padre en los estados de su casa, sería con el tiempo gran senescal de Normandía.
Durante su estancia en Roma mantuvo una relación con la noble romana Girolama Tosti, con quien tuvo dos hijos: Agostino y Girolamo, que posteriormente se establecieron en el reino de Nápoles, y tres hijas: Caterina, Margherita y Giulia.

### Carrera eclesiástica
Guillaume inició su carrera eclesiástica acumulando beneficios a temprana edad: a los 16 años fue nombrado canónigo de la iglesia de Evreux y a los 20 de las de Lyon y Angers, con cuyas rentas sufragó sus estudios en la Universidad de París.  En febrero de 1439 el capítulo catedralicio de Angers le eligió como su obispo, aunque no llegó a tomar posesión por la oposición del rey Carlos VII; a lo largo de ese año recibió también la encomienda de las diócesis de Digne y Couserans, y en diciembre el papa Eugenio IV le creó cardenal, otorgándole al mes siguiente el título de S. Martino ai Monti. 
Durante los años siguientes residió en Roma la mayor parte del tiempo, aunque esto no le impidió seguir acumulando prebendas sobre iglesias de Francia, entre ellas la administración de las sedes de Mirepoix, Nimes o Béziers, la abadía de Saint-Michel y el priorato de Saint-Martin-des-Champs; en la década de 1450, las de Lodève y Saint-Jean-de-Maurienne y el arzobispado de Rouen, que mantuvo durante treinta años y del que tomó el apelativo Rotomagense con que se le menciona en las fuentes contemporáneas, y posteriormente las abadías de Saint-Gildas-des-Bois, Saint-Ouen, Montebourg o Cerreto. Algunos autores lo mencionan como monje cluniacense, aunque esto parece ser un error histórico.
En su calidad de cardenal intervino en el cónclave de 1447 en que fue elegido papa Nicolás V, durante cuyo pontificado le fue encargada una legación en Francia con el objeto de conseguir la revisión de la Pragmática Sanción de Bourges, la reforma de los estatutos de la Universidad de París, y la alianza entre el duque de Milán Francesco Sforza y el señor de Florencia Cosimo de' Medici con Francia, y en el tratado de paz de esta con el Ducado de Saboya. 
Promovido a cardenal obispo de Porto-Santa Rufina en 1454, al año siguiente desempeñó una nueva legación en Francia, intentando infructuosamente convencer al rey para participar en una nueva cruzada contra los turcos; aquí se encontraba cuando tuvo lugar el cónclave de 1455 en que fue elegido papa Calixto III, al que no pudo asistir, aunque sí lo hizo al de 1458 en que lo fue Pío II, y ya con título de cardenal obispo de Ostia-Velletri, al de 1464 en que fue coronado Paulo II y al de 1471 en que lo fue Sixto IV. 
Tuvo una participación destacada en el proceso de canonización de Bernardino de Siena y en la rehabilitación de Juana de Arco; fue comisario general de la cruzada organizada contra los turcos junto con Juan de Carvajal y Basilio Besarión, decano del Colegio Cardenalicio desde la muerte de este último en 1472 y camarlengo de la Iglesia católica desde la de Latino Orsini en 1477, vicario perpetuo de Soriano, Monticelli y Frascati desde 1479, benefactor de los benedictinos y cardenal protector de los agustinos. 
Considerado el cardenal más adinerado de su época, fue mecenas de numerosos artistas y patrocinó la ampliación del palacio arzobispal de Rouen, la ornamentación de la Basílica Liberiana, San Luis de los Franceses y Sant'Agostino, la restauración de las murallas de Ostia y de Velletri o la construcción del acueducto de Frascati, al tiempo que prestaba grandes sumas de dinero a la Santa Sede.

### Muerte
Falleció en enero de 1483 con cerca de setenta años de edad después de varios días de enfermedad. En un confuso episodio ocurrido durante su funeral, los canónigos de Santa María la Mayor y los frailes agustinos se disputaron públicamente sus restos, despojándole de sus insignias cardenalicias. Su cuerpo fue sepultado en la Basílica de San Agustín de Roma; según lo había dispuesto en su testamento, su corazón fue trasladado dos meses después a la catedral de Ruan, gracias a una dispensa especial de Sixto IV que eludía la decretal Detestande feritatis promulgada por Bonifacio VIII en 1299 prohibiendo este tipo de actos.